# Boscia senegalensis
Boscia senegalensis Lam., 1793, nota come hanza, è una pianta arborea perenne della famiglia delle Capparaceae che cresce in zone semiaride e aride dell'Africa settentrionale.

## Descrizione

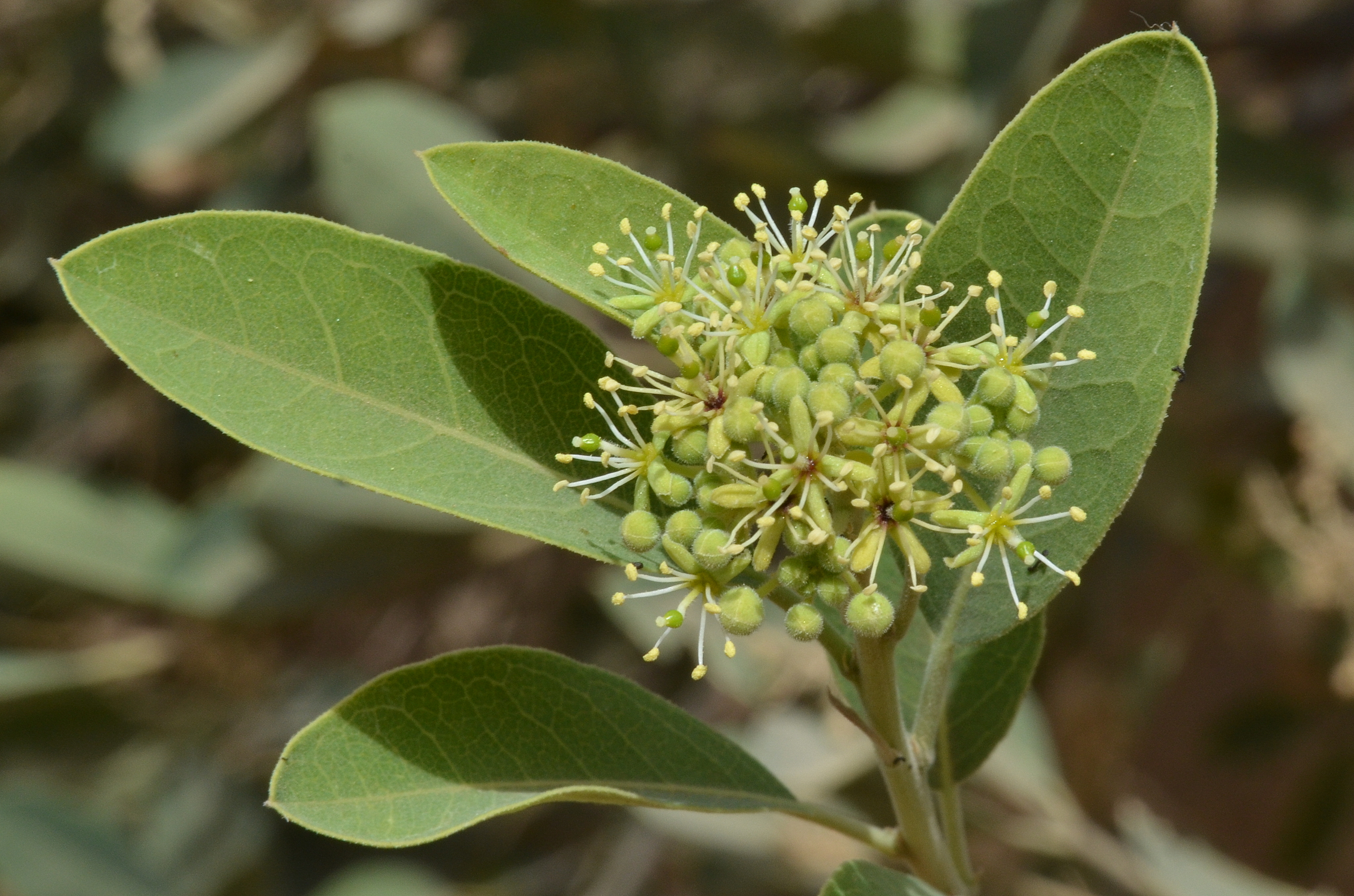
Fiori di B. senegalensis

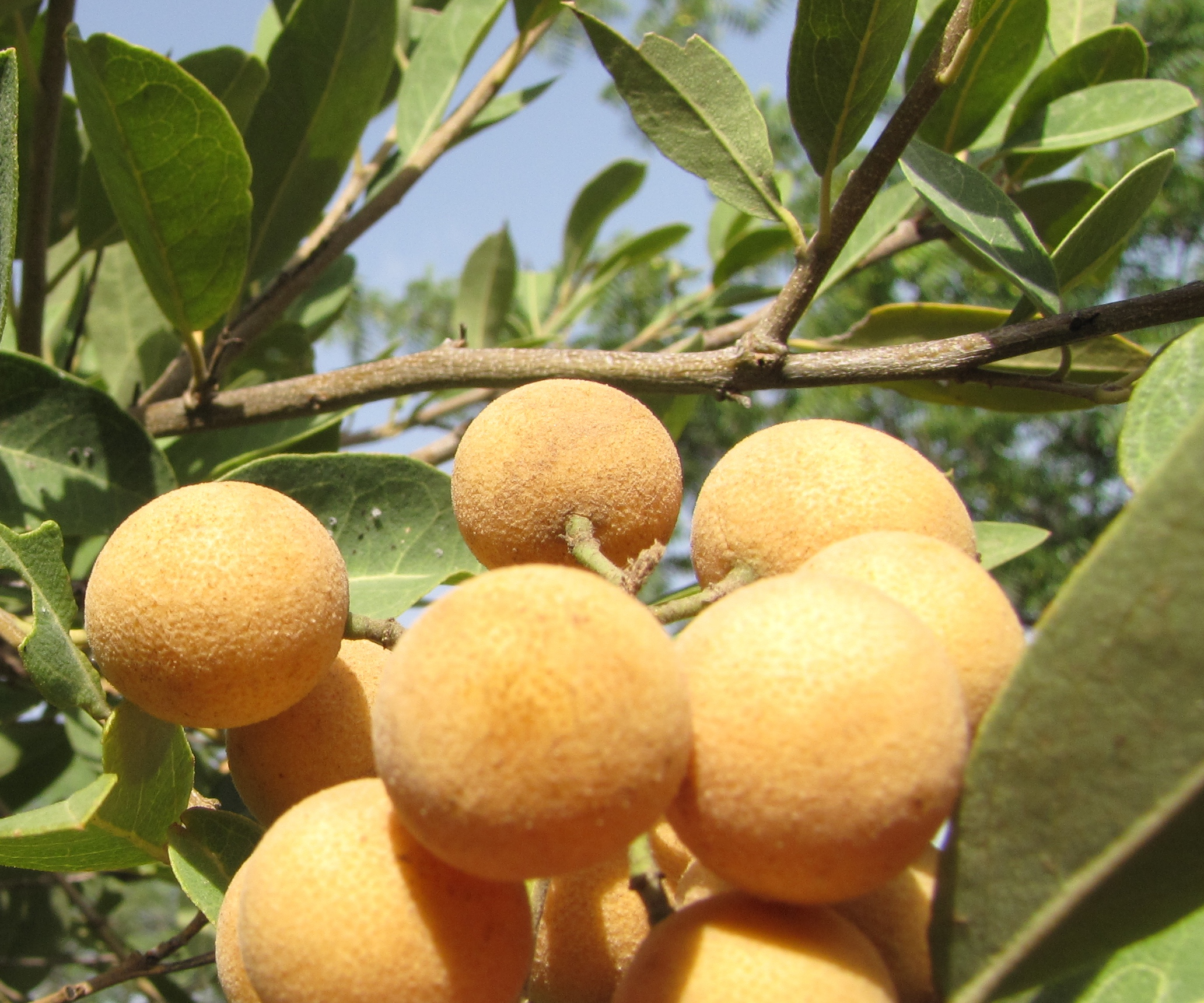
Frutti di B. senegalensis

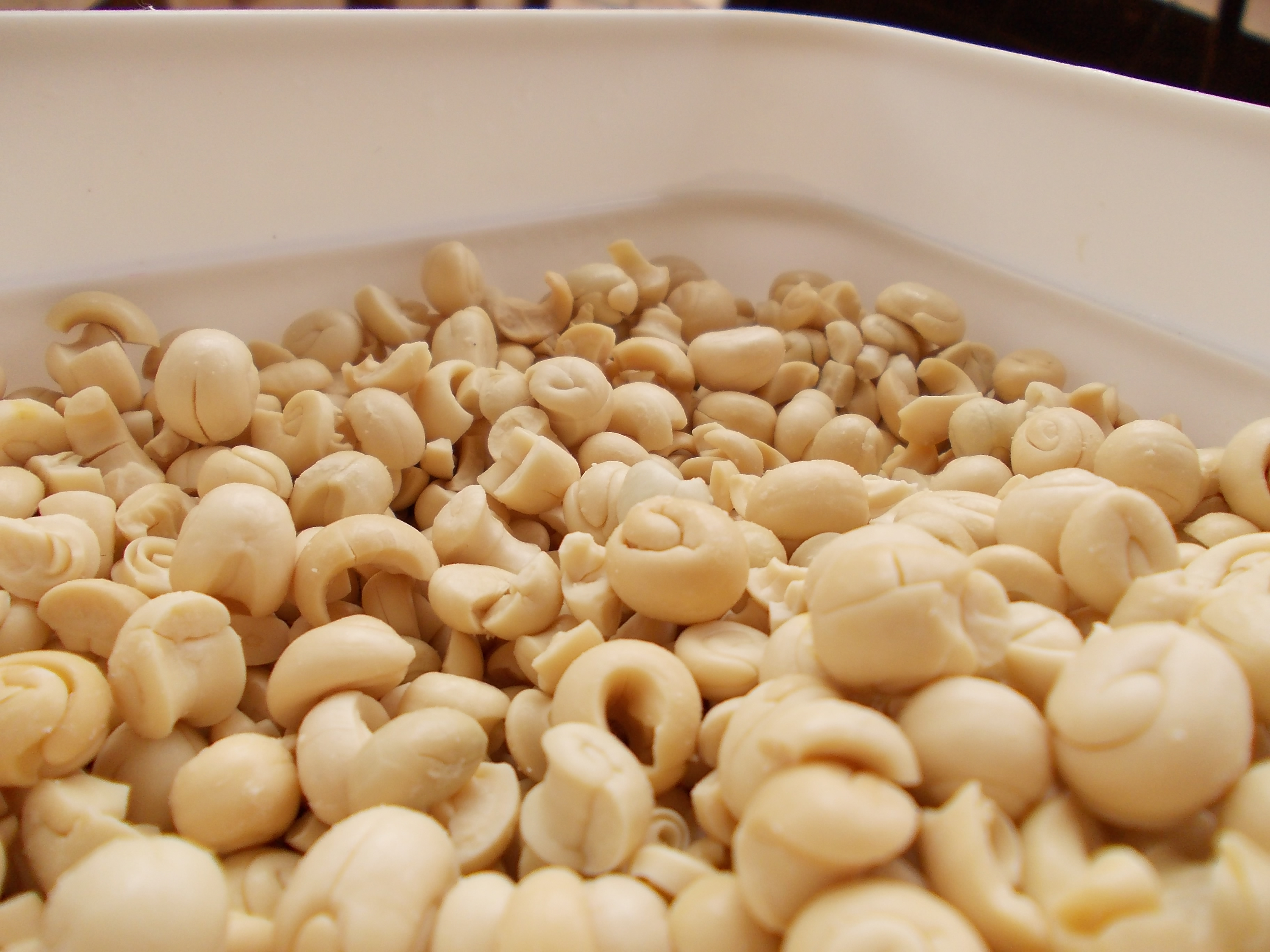
Semi di B. senegalensis

B. senegalensis è una pianta legnosa resistente alla siccità che cresce come arbusto o piccolo albero sempreverde e raggiunge altezze da 2 a 6 metri. I rami sono ascendenti e la corteccia è ruvida e solitamente di colore grigio-marrone.
Le foglie sono disposte alternativamente o a grappoli su corti germogli. Il picciolo è relativamente corto, misurando 0,5-1,3 cm. La lamina fogliare semplice, spessa, coriacea e intera, è lunga circa 12 cm e larga 4 cm ed è di forma ellittica, ovata o obovata. Le foglie sono arrotondate, smussate o appuntite, raramente dentellate. A volte sono presenti peli morbidi e sottili sulle foglie, soprattutto sulla pagina inferiore. La cuticola delle foglie è spessa fino a 20 micrometri e, per proteggerli dall'evaporazione, gli stomi sono infossati in cavità profonde con pareti ispessite.
Le infiorescenze racemose sono terminali o ascellari, semplici o composte.
I fiori ermafroditi sono caratterizzati da un profumo dolce e sono relativamente piccoli (3-5 cm). Sono di colore verde-giallastri e quadruplici, con un perianzio semplice. I quattro sepali finemente pelosi sono lanceolati. Mancano i petali.
B. senegalensis produce frutti gialli, sferici, disposti in grappoli racemosi e ricoperti di peluria più o meno fine, con buccia sottile e dura, fragile, che compaiono all'inizio della stagione delle piogge. Contengono uno o due, a volte fino a quattro semi, che hanno una tonalità verde-giallastra quando sono maturi. I semi arrotondati presentano un embrione arrotolato a forma di chiocciola con annessi cotiledoni.

## Distribuzione e habitat
Le aree aride all'interno e ai margini della zona del Sahel sono considerate la principale area di distribuzione di Boscia senegalensis selvatica. Si ritnviene in Mauritania, Guinea, Sahara occidentale, Senegal, Ghana, Mali, Burkina Faso, Niger, Nigeria, Ciad, Sudan, Camerun, Benin, Togo, Kenya, Repubblica Centrafricana, Etiopia, Eritrea, Sud Sudan e nel sud di Algeria, Marocco e dell'Egitto.
Gli arbusti e i piccoli alberi si trovano in siti aridi, rocciosi, lateritici, spesso su termitai e dune di sabbia, e spesso vicino a stagni temporanei. Boscia senegalensis prospera sia su terreni molto acidi che molto alcalini e neutri.
B. senegalensis cresce solitamente ad altitudini comprese tra 60 e 1450 metri con temperature medie annuali comprese tra 22 e 30 °C, ma può tollerare anche temperature superiori a 50 °C. Le piante sono resistenti alla siccità e possono sopportare livelli di pioggia da livelli inferiori a 100 mm a 500 mm/anno. Anche dopo lunghi periodi di siccità e profondo disseccamento del terreno, Boscia senegalensis appare dopo le prime piogge e forma inizialmente piccoli cespugli.

## Usi
Questa pianta poco impegnativa e molto resistente è di grande importanza per la popolazione come alimento in tempi di siccità. Durante la carestia in Darfur nel 1984/85, più del 90% della popolazione si nutrì quasi esclusivamente di Boscia senegalensis. I semi e i frutti vengono offerti in molti mercati regionali nella regione del Sahel.
Si possono utilizzare i frutti, i semi, le radici e le foglie di Boscia senegalensis. Il legno viene utilizzato in alcune regioni come materiale da costruzione e combustibile.
I frutti, lunghi da 1 a 2 centimetri, compaiono all'inizio della stagione delle piogge, periodo in cui in queste regioni sono disponibili pochi altri alimenti e possono essere consumati crudi o cotti. I frutti crudi contengono una polpa traslucida dolce e gelatinosa che si asciuga rapidamente in un solido fragile simile al caramello, marrone e altamente zuccherino con un sapore simile al toffee. I semi contenuti nel frutto sono difficilmente separabili dalla polpa coriacea. I frutti possono essere cotti prima del consumo. Il succo estratto può essere ridotto in uno sciroppo denso e burroso o in una purea di frutta. Insieme al miglio e al latte acido, con questo sciroppo vengono poi preparati dolci e pasticcini. In alcune regioni, incluso il Sudan il succo viene fermentato e trasformato in birra.
I semi di B. senegalensis rivestono particolare importanza, soprattutto durante le carestie che spesso colpiscono questa regione. Per separare i semi dalla polpa dura e compatta, i frutti vengono essiccati al sole. Dopo aver rimosso il tegumento esterno, i semi devono essere messi a bagno in acqua per diversi giorni per eliminare le componenti amare e tossiche. L'acqua deve essere cambiata quotidianamente. Il gusto amaro è causato da alti livelli di glucocapparina. Durante il processo di ammollo, la glucocapparina viene modificata e convertita in isotiocianato di metile. L'acqua amara viene poi utilizzata come erbicida e pesticida naturale.
In alternativa i semi possono essere bolliti per diverse ore, anche se l'acqua di cottura dovrà essere cambiata più volte. I semi vengono poi essiccati all'aria e possono essere tostati e utilizzati come sostituto del caffè oppure macinati come sostituto della farina. La consistenza dei semi cotti è paragonabile a quella dei ceci. I semi possono quindi essere utilizzati come ingrediente di stufati e zuppe oltre che per preparare il porridge.
Se conservati asciutti, i semi non amari possono essere conservati per diversi anni e accumulati per le emergenze.
Le radici giovani e sbucciate hanno un sapore molto dolce. Possono essere bollite per diverse ore per estrarne uno sciroppo. In alternativa, le radici sbucciate possono essere macinate. Come sostituti del grano o mescolati con il grano, vengono trasformati in polpa alimentare. Le radici possono anche essere essiccate all'aria e al sole per essere conservate in modo da poter essere lavorate successivamente.
Le foglie coriacee non sono saporite, ma essiccate possono essere somministrate agli animali in momenti di necessità. In alcune regioni le foglie vengono cotte nelle zuppe o mescolate con riso, cous cous e porridge. Le foglie sono ricche di potassio, calcio, manganese e ferro. Le proprietà biocide delle foglie sono tradizionalmente utilizzate per proteggere le scorte di grano dai parassiti aggiungendo foglie di Boscia senegalensis ai granai.
Parti della pianta, in particolare la corteccia di B. senegalensis, vengono utilizzate per filtrare l'acqua in Sudan e Niger. I componenti vegetali contengono ingredienti flocculanti che fanno precipitare le sostanze torbide e quindi chiarificano l'acqua.